# Ring Tones Text Transfer Language
Ring Tone Text Transfer Language (RTTTL) oder Nokring ist ein verbreitetes Format für monophone Klingeltöne für Mobiltelefone.

## Technische Details
Ein Klingelton im RTTTL/Nokring-Format muss diese drei folgenden Teile beinhalten, um von Klingeltonprogrammen erkannt zu werden: Den Namen, die Standardvorgaben und die Noten.
Zum Beispiel sieht der RTTTL-Klingelton für "Haunted House" so aus:
HauntedHouse: d=4,o=5,b=108: 2a4, 2e, 2d#, 2b4, 2a4, 2c, 2d, 2a#4, 2e., e, 1f4, 1a4, 1d#, 2e., d, 2c., b4, 1a4, 1p, 2a4, 2e, 2d#, 2b4, 2a4, 2c, 2d, 2a#4, 2e., e, 1f4, 1a4, 1d#, 2e., d, 2c., b4, 1a4
Die drei Teile sind durch einen Doppelpunkt getrennt.
- Teil 1: Name des Klingeltones (hier: "HauntedHouse") mehrere Zeichen die den Namen des Klingeltones darstellen.
- Teil 2: Standardvorgaben (hier: d=4,o=5,b=108), wobei "d=" die Standardnotenlänge ist. In diesem Fall bedeutet "4", dass jede Note ohne Längenangabe eine Viertelnote ist. "8" würde eine Achtelnote bedeuten usw. Des Weiteren ist "o=" die Standardoktave. Es gibt vier Oktaven im Nokring/RTTTL-Format. "b=" steht für die Abspielgeschwindigkeit in Schlägen pro Minute.
- Teil 3: Die Tonangaben. Alle Tonangaben sind durch Kommata voneinander getrennt und beinhalten:

1. Optional die Tonlänge (1, 2, 4, 8 …). Ein Punkt hinter der Notenangabe verlängert die Tonlänge um die Hälfte.
2. Die Notenangabe (c, d, e, f, g, a, b (= internationale Tonbezeichnung)) oder Pause (p). Eine Raute nach der Notenangabe erhöht diese um einen Halbton (Kreuz-Versetzungszeichen), b-Versetzungszeichen gibt es in RTTTL nicht.
3. Optional die Oktave.